# GREEN GARDEN POP
『GREEN GARDEN POP』（グリーン・ガーデン・ポップ）は、YUI初のベスト・アルバム。『ORANGE GARDEN POP』と同時発売。

## 内容
アルバムとしては『HOW CRAZY YOUR LOVE』以来1年1ヶ月ぶり、トリビュート・アルバムは『SHE LOVES YOU』は1ヶ月前に発売されている。
『ORANGE GARDEN POP』と合わせて全21枚のシングルやアルバム曲を合わせて全36曲が収録。
CDのみの通常盤と、三方背BOX・デビュー前から20歳までの写真集のGREEN BOOKが付属付きの初回限定盤の2形態で発売。『ORANGE GARDEN POP』を同時に対象の店舗で購入した場合は、GREEN BOOK及び『ORANGE GARDEN POP』の初回限定盤に付属しているORANGE BOOKには収まりきらなかった写真集が特典として付いている。
アルバム・タイトルは、ザ・ビートルズの『赤盤／青盤』に因み、そして「わりと似たようなテンポの曲を振り分けていって、（中略）どっちも同じ色合いで入れたいな」「それぞれコンセプトがあるというよりも、どちらにも等しくYUIの歌の歴史が詰まっている」と語っている。このアルバムに収録されている、音楽人生のターニングポイントとなった思い出深い曲として、『ORANGE GARDEN POP』ラストに収録されている「TOKYO」を挙げている。
本作をもって活動休止となる。

## 収録曲
| 全作詞・作曲: YUI（#10、作詞: AIMI）。 |                                    |                          |                          |                 |                      |      |
| #                                      | タイトル                           | 作詞                     | 作曲・編曲               | 編曲            | ストリングスアレンジ | 時間 |
| 1.                                     | 「HELLO」                          | YUI （#10、作詞: AIMI ） | YUI （#10、作詞: AIMI ） | HISASHI KONDO   |                      | 3:35 |
| 2.                                     | 「How crazy」                      | YUI （#10、作詞: AIMI ） | YUI （#10、作詞: AIMI ） | northa+         |                      | 3:39 |
| 3.                                     | 「again」                          | YUI （#10、作詞: AIMI ） | YUI （#10、作詞: AIMI ） | HISASHI KONDO   |                      | 4:15 |
| 4.                                     | 「LIFE」                           | YUI （#10、作詞: AIMI ） | YUI （#10、作詞: AIMI ） | northa+         |                      | 4:01 |
| 5.                                     | 「Laugh away」                     | YUI （#10、作詞: AIMI ） | YUI （#10、作詞: AIMI ） | northa+         | 弦一徹Strings        | 4:21 |
| 6.                                     | 「My Generation」                  | YUI （#10、作詞: AIMI ） | YUI （#10、作詞: AIMI ） | northa+         |                      | 3:55 |
| 7.                                     | 「Shake My Heart」                 | YUI （#10、作詞: AIMI ） | YUI （#10、作詞: AIMI ） | Tsuyoshi Kinoe  |                      | 3:37 |
| 8.                                     | 「Rolling star」                   | YUI （#10、作詞: AIMI ） | YUI （#10、作詞: AIMI ） | northa+         |                      | 3:10 |
| 9.                                     | 「Namidairo」                      | YUI （#10、作詞: AIMI ） | YUI （#10、作詞: AIMI ） | northa+         | 弦一徹Strings        | 3:35 |
| 10.                                    | 「I do it」                        | YUI （#10、作詞: AIMI ） | YUI （#10、作詞: AIMI ） | northa+         |                      | 3:47 |
| 11.                                    | 「I remember you」                 | YUI （#10、作詞: AIMI ） | YUI （#10、作詞: AIMI ） | northa+         | 四家卯大Strings      | 4:06 |
| 12.                                    | 「Green a.live」                   | YUI （#10、作詞: AIMI ） | YUI （#10、作詞: AIMI ） | HISASHI KONDO   |                      | 4:39 |
| 13.                                    | 「It's all too much」              | YUI （#10、作詞: AIMI ） | YUI （#10、作詞: AIMI ） | HISASHI KONDO   |                      | 4:13 |
| 14.                                    | 「Please Stay With Me」            | YUI （#10、作詞: AIMI ） | YUI （#10、作詞: AIMI ） | HISASHI KONDO   |                      | 3:57 |
| 15.                                    | 「fight」                          | YUI （#10、作詞: AIMI ） | YUI （#10、作詞: AIMI ） | COZZi           |                      | 4:58 |
| 16.                                    | 「Your Heaven」                    | YUI （#10、作詞: AIMI ） | YUI （#10、作詞: AIMI ） | HISASHI KONDO   |                      | 3:11 |
| 17.                                    | 「YOU」                            | YUI （#10、作詞: AIMI ） | YUI （#10、作詞: AIMI ） | HISASHI KONDO   |                      | 3:57 |
| 18.                                    | 「Good-bye days / YUI for 雨音薫」 | YUI （#10、作詞: AIMI ） | YUI （#10、作詞: AIMI ） | Akihisa Matzura |                      | 4:37 |
| 合計時間:                              | 合計時間:                          | 合計時間:                | 合計時間:                | 71:33           |                      |      |

### 解説
1. 「HELLO」
19thシングル。映画『Paradise Kiss』主題歌。
2. 「How crazy」
2ndアルバム『CAN'T BUY MY LOVE』収録曲。
3. 「again」
13thシングル。テレビアニメ『鋼の錬金術師 FULLMETAL ALCHEMIST』オープニングテーマ。
4. 「LIFE」
3rdシングル。テレビアニメ『BLEACH』エンディングテーマ。
5. 「Laugh away」
配信限定シングル。3rdアルバム『I LOVED YESTERDAY』収録曲。江崎グリコ「ウォータリングキスミントガム」CMソング。
6. 「My Generation」
9thシングル「My Generation／Understand」の1曲目。テレビドラマ『生徒諸君!教師編』主題歌。
7. 「Shake My Heart」
4thアルバム『HOLIDAYS IN THE SUN』収録曲。
8. 「Rolling star」
7thシングル。テレビアニメ『BLEACH』オープニングテーマ。
9. 「Namidairo」
11thシングル。テレビドラマ『4姉妹探偵団』主題歌。
10. 「I do it」
4thアルバム『HOLIDAYS IN THE SUN』収録曲。
11. 「I remember you」
6thシングル。
12. 「Green a.live」
20thシングル。『COUNT DOWN TV』11月度オープニングテーマ。
ディー・エヌ・エー「Mobage」CMソング。
13. 「It's all too much」
14thシングル「It's all too much／Never say die」の1曲目。映画『カイジ 人生逆転ゲーム』主題歌。
14. 「Please Stay With Me」
4thアルバム『HOLIDAYS IN THE SUN』収録曲。テレビドラマ『夏の恋は虹色に輝く』挿入歌。
15. 「fight」
21stシングル。第79回NHK全国学校音楽コンクール中学校の部課題曲。
NHK『みんなのうた』8・9月度放送曲。アルバム初収録。
16. 「Your Heaven」
18thシングル「It's My Life／Your Heaven」の2曲目。SONY WALKMAN「Play You. キミの知らない音 project」CMソング。
アルバム初収録。
17. 「YOU」
19thシングル「HELLO 〜Paradise Kiss〜」のカップリング曲。
18. 「Good-bye days / YUI for 雨音薫」
5thシングル。映画『タイヨウのうた』主題歌。

## 演奏
- YUI
  - Vocal, Chorus
  - Guitar (#1-17)
  - Shaker (#7.16)
- 近藤ひさし
  - Guitar (#1.3.14.16)
  - Programming (#1.3.12.13.14.16.17)
  - Additional Programming (#7)
- 黒田晃年：Guitar (#1.14.16.17)
- Backy：Bass (#1.3.7.10.12.13.14.16.17)
- Christian Muhr：Drums (#1.10)
- northa+ 
  - Guitar, Programming (#2.4.5.6.8.9.10.11)
  - Bass (#2.5.6.9)
- 佐治宣英：Drums (#2.12.14.16)
- オダクラユウ：Guitar (#3.7.13)
- SHIHO：Drums (#3)
- イワイエイキチ：Bass (#4.8.11)
- 小林弌：Percussion (#4)
- そうる透：Drums (#4.8.11.13)
- 弦一徹ストリングス：Strings (#5.11)
- 木恵つよし：Guitar, Programming (#7)
- 今村舞：Drums (#7)
- 四家卯大ストリングス：Strings (#9)
- 溝下創：Guitar (#12)
- COZZI：Guitar, Bass, Programming (#15)
- シゲ山本：Keyboards (#15)